# Veyrières (Cantal)
Veyrières település Franciaországban, Cantal megyében. Lakosainak száma 120 fő (2022. január 1.). Veyrières Arches, Bassignac, Champagnac, Jaleyrac és Sérandon községekkel határos.

## Népesség
A település népessége az elmúlt években az alábbi módon változott:
| Lakosok száma | 228  | 147  | 136  | 117  | 122  | 111  | 112  | 119  | 120  | 120  |
|               | 1968 | 1982 | 1990 | 2006 | 2013 | 2015 | 2017 | 2019 | 2020 | 2022 |